# والتر فونسکا
والتر فونسکا (انگلیسی: Walter Fonseca؛ زادهٔ ۱۶ ژانویهٔ ۱۹۸۰) بازیکن فوتبال اهل آرژانتین است.
از باشگاه‌هایی که در آن بازی کرده‌است می‌توان به باشگاه فوتبال بانفیلد اشاره کرد.